# Secrétaire d'État assistant des États-Unis
Le secrétaire d'État assistant des États-Unis (en anglais, United States Assistant Secretary of State) est un poste du département d'État des États-Unis. Deuxième personnage du ministère, suivant le secrétaire d'État des États-Unis, entre 1853 et 1924, le nom subsiste aujourd'hui pour différentes fonctions dont les occupants sont nommés par le président des États-Unis.

## Histoire du titre

### Place dans la hiérarchie
Avant 1853, le second personnage de l'ordre protocolaire était le clerc en chef (Chief Clerk), puis ce fut le Counselor à partir de 1913, bien que le secrétaire d'État assistant resta un poste pendant les onze années suivantes. En 1924, le sous-secrétaire d'État des États-Unis (Under Secretary of State) prend le relais, avant d'être remplacé, en 1972, par le secrétaire d'État adjoint des États-Unis (United States Deputy Secretary of State).

### Aujourd'hui
Le terme de « secrétaire d'État assistant des États-Unis » est désormais employé pour plusieurs fonctions exécutives du département d'État. Un groupe de six assistants, rattachés au sous-secrétaire d'État pour les Affaires politiques, dirige les missions diplomatiques au sein de leurs régions géographiques respectives, tandis qu'un est chargé des organisations internationales, et un autre travaille avec les autres pays au sujet du trafic de drogue (Bureau for International Narcotics and Law Enforcement Affairs).
Habituellement, les secrétaires d'États assistant dirigent chacun un bureau du département d'État. Lorsque le dirigeant d'un bureau ou d'une autre agence utilise un autre titre, comme « directeur », il peut se faire appeler « avec rang d'assistant du secrétaire d'État ».

## Mission

### Fonctions
Les fonctions confiées aux divers titulaires du poste varièrent beaucoup au cours des années. Elles incluaient la supervision des bureaux diplomatiques et consulaires, les nominations consulaires, l'administration du département d'État, et la supervision des domaines économiques et de diverses divisions géographiques.

### Adjoints
À partir de 1867, il est assisté par un second secrétaire d'État assistant des États-Unis (Second Assistant Secretary of State), puis par un troisième secrétaire d'État assistant (Third Assistant Secretary of State) à partir de 1875.

## Titulaires
| Nom                        | Dates             | Dates             | Président                                 | Secrétaire d'État                                |
| -------------------------- | ----------------- | ----------------- | ----------------------------------------- | ------------------------------------------------ |
| Ambrose Dudley Mann        | 23 mars 1853      | 8 mai 1855        | Franklin Pierce                           | William L. Marcy                                 |
| William Hunter             | 9 mai 1855        | 31 octobre 1855   | Franklin Pierce                           | William L. Marcy                                 |
| John Addison Thomas        | 1er novembre 1855 | 3 avril 1857      | Franklin Pierce James Buchanan            | William L. Marcy Lewis Cass                      |
| John Appleton              | 4 avril 1857      | 8 juin 1860       | James Buchanan                            | Lewis Cass                                       |
| William H. Trescot         | 10 juin 1860      | 20 décembre 1860  | James Buchanan                            | Lewis Cass Jeremiah S. Black                     |
| Frederick W. Seward        | 6 mars 1861       | 4 mars 1869       | Abraham Lincoln Andrew Johnson            | William H. Seward                                |
| J.C. Bancroft Davis        | 25 mars 1869      | 13 novembre 1871  | Ulysses S. Grant                          | Hamilton Fish                                    |
| Charles Hale               | 19 février 1872   | 24 janvier 1873   | Ulysses S. Grant                          | Hamilton Fish                                    |
| J.C. Bancroft Davis        | 24 janvier 1873   | 30 janvier 1874   | Ulysses S. Grant                          | Hamilton Fish                                    |
| John Cadwalader            | 17 juin 1874      | 16 mars 1877      | Ulysses S. Grant Rutherford B. Hayes      | Hamilton Fish William M. Evarts                  |
| Frederick W. Seward        | 20 mars 1877      | 31 octobre 1879   | Rutherford B. Hayes                       | William M. Evarts                                |
| John Hay                   | 1er novembre 1879 | 3 mai 1881        | Rutherford B. Hayes James A. Garfield     | William M. Evarts James G. Blaine                |
| Robert R. Hitt             | 4 mai 1881        | 19 décembre 1881  | James A. Garfield Chester A. Arthur       | James G. Blaine                                  |
| J.C. Bancroft Davis        | 19 décembre 1881  | 7 juillet 1882    | Chester A. Arthur                         | Frederick T. Frelinghuysen                       |
| John Davis                 | 7 juillet 1882    | 23 février 1885   | Chester A. Arthur                         | Frederick T. Frelinghuysen                       |
| James D. Porter            | 20 mars 1885      | 17 septembre 1887 | Grover Cleveland                          | Thomas F. Bayard                                 |
| George L. Rives            | 19 novembre 1887  | 5 mars 1889       | Grover Cleveland                          | Thomas F. Bayard                                 |
| William F. Wharton         | 2 avril 1889      | 20 mars 1893      | Benjamin Harrison Grover Cleveland        | James G. Blaine John W. Foster Walter Q. Gresham |
| Josiah Quincy              | 20 mars 1893      | 22 septembre 1893 | Grover Cleveland                          | Walter Q. Gresham                                |
| Edwin F. Uhl               | 1er novembre 1893 | 11 février 1896   | Grover Cleveland                          | Walter Q. Gresham                                |
| William Woodville Rockhill | 11 février 1896   | 3 mai 1897        | Grover Cleveland William McKinley         | Walter Q. Gresham John Sherman                   |
| William R. Day             | 10 mai 1897       | 27 avril 1898     | William McKinley                          | John Sherman                                     |
| John B. Moore              | 27 avril 1898     | 16 septembre 1898 | William McKinley                          | William R. Day                                   |
| David J. Hill              | 25 octobre 1898   | 7 janvier 1903    | William McKinley                          | John Hay                                         |
| Francis B. Loomis          | 28 janvier 1903   | 5 septembre 1905  | Theodore Roosevelt                        | John Hay Elihu Root                              |
| Robert Bacon               | 10 octobre 1905   | 27 janvier 1909   | Theodore Roosevelt                        | Elihu Root                                       |
| John Callan O'Laughlin     | 27 janvier 1909   | 5 mars 1909       | Theodore Roosevelt                        | Robert Bacon                                     |
| Huntington Wilson          | 5 mars 1909       | 19 mars 1913      | William Howard Taft Thomas Woodrow Wilson | Philander C. Knox William Jennings Bryan         |
| John E. Osborne            | 21 avril 1913     | 14 décembre 1916  | Thomas Woodrow Wilson                     | William Jennings Bryan Robert Lansing            |
| William Philips            | 24 janvier 1917   | 11 mars 1921      | Thomas Woodrow Wilson                     | Robert Lansing Bainbridge Colby                  |
| Fred Morris Dearing        | 25 mars 1921      | 28 février 1922   | Warren G. Harding                         | Charles Evans Hughes                             |
| Leland B. Harrison         | 31 mars 1922      | 30 juin 1924      | Warren G. Harding Calvin Coolidge         | Charles Evans Hughes                             |

### Sources
- (en) Cet article est partiellement ou en totalité issu de l’article de Wikipédia en anglais intitulé « United States Assistant Secretary of State » (voir la liste des auteurs).